# Liperi
Liperi – gmina w Finlandii, położona we wschodniej części kraju, należąca do regionu Karelia Północna.
29 lipca 2010 zanotowano tam rekord temperatury w Finlandii: 37,2 °C.